# Мајк Тиндал
Мајк Тиндал (енгл. Mike Tindall; 18. октобар 1978) бивши је енглески рагбиста. Био је део златне генерације Енглеске репрезентације која је освојила титулу шампиона света.

## Биографија
Висок 185 цм, тежак 102 кг, Тиндал је играо на позицији центра. У каријери је играо за Бат (рагби јунион) и Глостер (рагби јунион). За енглеску репрезентацију одиграо је 75 тест мечева и постигао 74 поена. Са Батом је освојио титулу шампиона Европе 1998.